# Фролов, Евгений Александрович
Евгений Александрович Фролов (1927—2003) — советский учёный и ведущий специалист НПО «Энергия» в области создания пилотируемых космических аппаратов. Лауреат Ленинской премии (1980).

## Биография
Родился 28 августа 1930 года.
С 1948 по 1953 год обучался в Московском авиационном институте имени Серго Орджоникидзе, по окончании которого получил специализацию инженер-конструктор.

### Деятельность в ОКБ-1 — НПО «Энергия»
С 1953 года на научной работе в ОКБ-1, под руководством С. П. Королёва (с 1966 года — Центральное конструкторское бюро экспериментального машиностроения, с 1974 года — НПО «Энергия», с 1989 года — РКК «Энергия»). С 1953 по 1977 год работал в конструкторском и проектном отделах в должностях инженера-конструктора, руководителя отдела и ведущего конструктора ряда значимых космических проектов. Е. А. Фролов был одним из руководителей проектов по созданию и лётно-конструкторским испытаниям первых искусственных спутников Земли и баллистических ракет. Е. А. Фролов в качестве заместителя ведущего конструктора и ведущего конструктора работал по пилотируемым космическим кораблям «Восток» и «Восход» предназначенные для пилотируемых полётов по околоземной орбите, многоцелевой космический корабль «Союз 7К-ОК». В качестве руководителя отдела НПО «Энергия» Е. А. Фролов обеспечивал испытания пилотируемых космических кораблей «Союз» с его модификациями, орбитальных научных станций, осуществлявших полёты в околоземном космическом пространстве с космонавтами и в автоматическом режиме «Мир» и «Салют» и транспортных беспилотных грузовых космических кораблей «Прогресс». Е. А. Фролов был участником подготовки и осуществления полётов разведывательных космических аппаратов «Зенит». Е. А. Фролов был участником программы Союз — Аполлон, программы совместного экспериментального пилотируемого полёта советского космического корабля «Союз-19» и американского космического корабля «Аполлон». Е. А. Фролов был участником космической программы многоразовой транспортной космической системы Энергия — Буран.
17 июня 1961 года Указом Президента СССР «За успешное выполнение специального задания Правительства по созданию образцов ракетной техники, космического корабля спутника „Восток“ и осуществление первого в мире полета этого корабля с человеком на борту» Е. А. Фролов был награждён Орденом Трудового Красного Знамени.
21 апреля 1966 года Постановлением ЦК КПСС и СМ СССР "За создание многоместных кораблей «Восход-1» и «Восход-2» и проведение их полётов с выходом человека в космическое пространство из корабля «Восход-2» Е. А. Фролов был удостоен Ленинской премии в области науки и техники.
15 января 1976 года Указом Президиума Верховного Совета СССР «За участие в работе по осуществлению полёта орбитальной станции „Салют-4“,
за большой вклад в осуществление совместного полёта советского и американского
космических кораблей по программе Союз — Аполлон» Е. А. Фролов был награждён Орденом «Знак Почёта».

### Космическая подготовка
С 1964 года Е. А. Фролов в числе четырнадцати инженеров ОКБ-1 проходил медицинское обследование в ЦНИАГ, для участия в подготовке к полёту на первом пилотируемом космическом корабле «Восход» (набор для полёта на космическом корабле «Восход»). В 1964 году на первичном этапе отбора в космонавты, он был отстранён от дальнейшего
прохождения медицинской комиссии и не был допущен до спецподготовки. После отстранения в качестве претендента в космонавты продолжил участие в этой программе в качестве руководителя тренировочным процессом претендентов на космический полёт.

### Дальнейшая деятельность
С 1977 по 1988 год работал в Главной редакции информации Центрального телевидения СССР в должности заместителя главного редактора, в дальнейшем — заместитель директора телевизионного технического центра Государственного комитета СССР по телевидению и радиовещанию.
С 1988 по 2000 год в должности ведущего инженера вновь работал в РКК «Энергия».

### Смерть
Скончался 23 декабря 2003 года в Москве, похоронен на Донском кладбище.

## Награды
- Орден Трудового Красного Знамени (1961)
- Орден Знак Почёта (1976)
- Орден «Знак Почёта» (14 ноября 1980 года) — за большую работу по подготовке и проведению Игр XXII Олимпиады[8]

### Премии
- Ленинская премия (1966)